# Wittmar
Wittmar település Németországban, azon belül Alsó-Szászország tartományban. Lakosainak száma 1108 fő (2023. december 31.).

## Népesség
A település népességének változása:
| Lakosok száma | 1159 | 1158 | 1131 | 1110 | 1089 | 1115 | 1108 |
|               | 2015 | 2016 | 2017 | 2019 | 2021 | 2022 | 2023 |